# Инаугурация Милларда Филлмора
Инаугурация Милларда Филлмора в качестве 13-го Президента США состоялась 10 июля 1850 года, в зале Палаты представителей, через день после смерти 12-го президента Закари Тейлора от явного пищевого отравления. Президентскую присягу проводил Верховный судья окружного суда Соединённых Штатов округа Колумбия Уильям Крэнч, ранее принёсший присягу Джону Тайлеру в 1841 году.
Данная инаугурация – вторая незапланированная, чрезвычайная инаугурация в истории инаугураций президента США.